# Odo von Cambrai
Odo von Cambrai (auch Odo von Tournai bzw. Odardus) (* 1060 in Orléans; † 19. Juni 1113 in der Abtei Anchin) war ein Theologe, Abt und schließlich Bischof von Cambrai. Er ist ein Seliger der katholischen Kirche.

## Leben
Odo wurde um 1060 in Orléans geboren, wo er wahrscheinlich an der Kathedralschule seine Ausbildung erhielt. In den 1080er Jahren lehrte er als Magister in Toul, ehe er von den Mitgliedern des Kapitels von Tournai als Magister in die Stadt gebeten wurde. Der Chronist Hermann von Tournai berichtet, dass Odo der Kathedralschule von Tournai zu einem exzellenten Ruf verhalt und Schüler aus weiter Ferne anzog. Im Gegensatz zu Magister Raimbert im benachbarten Lille lehrte Odo die Universalien nach der althergebrachten Weise in re, d.h. einen Universalienrealismus. 
Nach der Lektüre von Augustinus De libero arbitrio erlebte Odo eine conversio und gründete mit einigen seiner Schüler eine Kanonikergemeinschaft an der Kirche St. Martin von Tournai. Diese Gemeinschaft folgte anfangs der Regel des Augustinus, ehe sie die Grundsätze der Benediktiner von Cluny übernahm. 1095 wurde Odo Abt dieser Gemeinschaft, doch infolge von Missmanagement während einer Hungersnot im Winter 1095/96 wurde er von seinen Mönchen von seinen Abtspflichten suspendiert.
Im Jahr 1105 wurde er Bischof von Cambrai, musste sich dabei aber mit seinem Vorgänger Galcher auseinandersetzen, der vom Konzil von Clermont 1095 als Simonist abgesetzt worden war, aber von Kaiser Heinrich IV. unterstützt wurde. Erst 1111 konnte er sich für kurze Zeit in Cambrai als Bischof etablieren, geriet aber bereits 1112 wieder unter Druck. 1113 zog er sich, bereits schwer erkrankt, ins Kloster Anchin zurück, wo er am 19. JJuni 1113 starb.
Begraben ist er im Kloster Anchin. Sein Gedenktag ist der 19. oder 20. Juni. Godefried von Reims verfasste Gedichte zu Ehren Odos.

## Werk
Odo war stark von der Philosophie und den frühen christlichen Autoren der Antike beeinflusst. Nach Angaben seines Biographen Hermann von Tournai verfasste Odo drei Schriften zur Logik, die aber nicht erhalten sind. Außerdem verfasste er Erläuterungen zu mehreren Büchern der Bibel. Einflussreich war seine Arbeit über die Erbsünde. Des Weiteren fertigte er Exzerpte von Plinius’ Naturalis historia an. In seiner Schrift De peccato originali bediente er sich dialektischer Methoden.

## Werke (Auswahl)
- Sophistes. (verloren)
- Liber complexionum (verloren)
- De re et ente (verloren)
- De operibus six dierum (verfasst als Hildebert von Lavardin, Autorschaft unsicher)
- Predigten (Nur eine Predigt gesichert)
- Expositio in Canonem Missae
- De peccato originali (3 Bücher)
- Disputatio contra Judaeum...
- De blaphemia in Spiritum Sanctum
- De canonibus evangeliorum